# NGC 2122
NGC 2122 est amas ouvert associé à une nébuleuse en émission situé dans la constellation de la Table. NGC 2122 est aussi une région d'hydrogène ionisé. NGC 2122 a été découvert par l'astronome écossais James Dunlop en 1826.

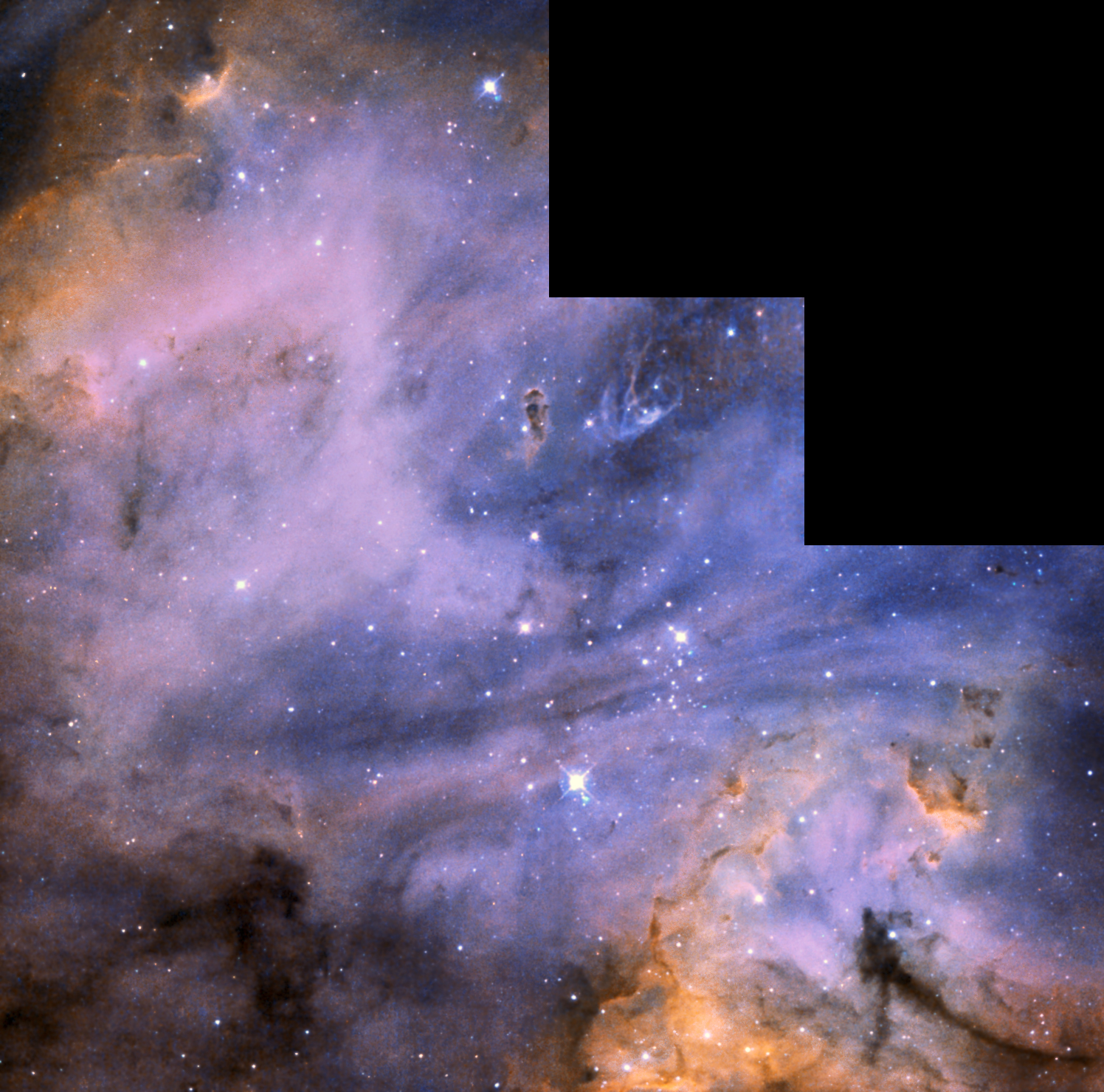
NGC 2122 par le télescope spatial Hubble.